# Concerto pour alto en sol majeur (Telemann)
 (février 2015).
Si vous disposez d'ouvrages ou d'articles de référence ou si vous connaissez des sites web de qualité traitant du thème abordé ici, merci de compléter l'article en donnant les références utiles à sa vérifiabilité et en les liant à la section « Notes et références ».
Pour les articles homonymes, voir concerto pour alto (homonymie).
Le Concerto pour alto en sol majeur TWV 51: G9 est une œuvre concertante pour alto et orchestre de Georg Philipp Telemann. Il est l'un de ses plus célèbres. 
Il est toujours joué régulièrement aujourd'hui. Ce concerto a été écrit vers 1716-1721.

## Structure
L'œuvre comprend quatre mouvements :
- Largo en 
 et sol majeur ;
- Allegro en 
 et sol majeur ;
- Andante en mi mineur ;
- Presto en sol majeur.

## Analyse
Les mouvements rapides, Allegro et Presto, contiennent très peu de liaisons, et de nombreuses éditions comprennent des suggestions de liaison, souvent impossibles à distinguer des marques contenues dans l'original. L'altiste est encouragé à inventer un modèle varié de liaisons qui s'adapte à la forme de chaque phrase.
Les mouvements lents, Largo et Andante, possèdent tous deux une cadence variée selon l'édition choisis. Ces cadences où seul l'altiste solo joue, permet de montrer sa virtuosité au public.
Ce concerto contient quatre mouvements alors qu'habituellement ce genre n’en comporte que trois. L'orchestre est composé des violons, des altos, des violoncelles et d'une basse continue.

### Premier mouvement
Le Largo est un mouvement doux avec des notes longues, avec de nombreuses noires pointées-croches. Certains altistes choisissent d'ajouter une ornementation importante à ce mouvement très simple.

### Deuxième mouvement
L'Allegro est le mouvement le plus joué. La mélodie commence avec un rythme syncopé distinctif qui revient plusieurs fois dans le mouvement et est utilisé indépendamment plus tard dans le mouvement.

### Troisième mouvement
L'Andante est un mouvement lent et doux joué largement sur les cordes supérieures de l'instrument.

### Quatrième mouvement
Le Presto est un mouvement rapide.